# Морская полиция: Спецотдел (сезон 2)
Список эпизодов второго сезона телевизионной драмы «Морская полиция: Спецотдел» (NCIS), который выходил в эфир в период с 27 сентября 2004 по 24 мая 2005 года. Второй сезон в некоторой степени сдвигается от военно-морской тематики, и включает в себя больший характера развития, чем первый сезон.
В эпизоде «Лейтенант Джейн Доу", показывают первый черно-белый "предварительный просмотр", который был показан в начале каждого акта этого эпизода и продолжает использоваться по сей день.
Во 2 сезоне агент Тимоти МакГи был переведён на полный рабочий день. Энтони Ди Ноззо чуть не умер от лёгочной чумы в серии «Запечатано поцелуем». А финал сезона (серия «Сумерки») закончился шокирующей сценой, когда Кейтлин Тодд была застрелена Ари Хасвари.

## В ролях
| Имя                    | Исполнитель     | В ролях    | Периодический персонаж |
| ---------------------- | --------------- | ---------- | ---------------------- |
| Лерой Джетро Гиббс     | Марк Хэрмон     | весь сезон | н/д                    |
| Кейтлин Тодд           | Саша Александр  | весь сезон | н/д                    |
| Энтони ДиНоззо         | Майкл Уэзерли   | весь сезон | н/д                    |
| Эбби Шуто              | Поли Перретт    | весь сезон | н/д                    |
| Тимоти Макги           | Шон Мюррей      | весь сезон | н/д                    |
| Дональд «Даки» Маллард | Дэвид Маккаллум | весь сезон | н/д                    |
| Джимми Палмер          | Брайан Дитцен   | н/д        | весь сезон             |

## Эпизоды
| № | #  | Название                                  | Режиссёр              | Сценарист                                                                   | Дата показа в США | Зрители США (миллионы) |
| --- | -- | ----------------------------------------- | --------------------- | --------------------------------------------------------------------------- | ----------------- | ---------------------- |
| 24 | 1  | «Не видя зла» «See No Evil»               | Томас Дж. Райт        | Крис Кроу                                                                   | 28 сентября 2004  | 14,33                  |
| Мужчина в военной форме стучит в дверь дома капитана Майка Уотсона (актёр Дэвид Кит) и говорит его жене, что с её мужем произошел несчастный случай, и он должен доставить её и девятилетнюю слепую дочку Сэнди в больницу. В это время сам Майк Уотсон входит в свой кабинет в Пентагоне, его секретарша Ширли спрашивает, какой кофе ему принести. Когда она выходит, Уотсон слышит голос из своего компьютера. Голос приказывает ему вытащить из портфеля вебкамеру, установить её на компьютере, а затем говорит, что у него находятся его жена и дочь, и если Уотсон не переведет два миллиона долларов на указанный счет, они погибнут. |    |                                           |                       |                                                                             |                   |                        |
| 25 | 2  | «Клуб хороших жён» «The Good Wives Club»  | Деннис Смит           | Джиль Грант                                                                 | 5 октября 2004    | 14,28                  |
| Строители сносят старый дом, и когда экскаватор начинает копать котлован, он вскрывает бункер, где оборудована комната, и на кровати лежит скелет в свадебном платье. |    |                                           |                       |                                                                             |                   |                        |
| 26 | 3  | «Исчезновение» «Vanished»                 | Джеймс Уитмор-младший | Фрэнк Кардеа и Джордж Шенк                                                  | 12 октября 2004   | 14,85                  |
| Фермер из Западной Вирджинии едет на тракторе по проселочной дороге и находит на своем кукурузном поле военный вертолет, о чем сразу же сообщает властям. Гиббс объявляет своей команде о поездке в деревню, где обнаружили вертолет, а оба пилота пропали. |    |                                           |                       |                                                                             |                   |                        |
| 27 | 4  | «Лейтенант Джейн Доу» «Lt. Jane Doe»      | Дэн Лернер            | Дональд П. Беллисарио, Джиль Грант, Стивен Лонг Митчелл и Крэйг У. Ван Сикл | 19 октября 2004   | 14,05                  |
| Двое матросов едут на машине, останавливаются у бара, чтобы зайти в туалет, но бар оказывается закрытым. Тогда один из них подходит к дереву и видит лежащее на земле тело девушки в военной форме. |    |                                           |                       |                                                                             |                   |                        |
| 28 | 5  | «Кладбище» «The Bone Yard»                | Терренс О’Хара        | Джон Келли                                                                  | 26 октября 2004   | 13,68                  |
| Мужчина приходит в себя в ржавом автомобильном корпусе и видит, что рядом с ним соседствует покойник. Он выбирается наружу и бежит по полю, где в этот момент проводятся военные учения. Инструктор замечает его, но уже слишком поздно — самолет сбрасывает снаряды, и беглец погибает. |    |                                           |                       |                                                                             |                   |                        |
| 29 | 6  | «Последний отпуск» «Terminal Leave»       | Джефф Вулнаф          | Роджер Директор                                                             | 16 ноября 2004    | 15,27                  |
| Две женщины разговаривают на стоянке у супермаркета. Одна из них, Мики Шилдс, отпускает тележку с продуктами, та катится и сталкивается с её машиной, которая внезапно взрывается. Гиббс появляется в офисе и говорит, что неизвестные террористы покушаются на жизнь Мики Шилдс, ранее служившей в армии. Расследование они будут вести вместе с агентом ФБР Линой Райс. |    |                                           |                       |                                                                             |                   |                        |
| 30 | 7  | «Молчаливый крик» «Call of Silence»       | Томас Дж. Райт        | Роджер Директор                                                             | 23 ноября 2004    | 14,71                  |
| Гиббс приезжает в офис и в холле сталкивается со стариком, которого охранник задержал на входе. Он говорит, что принес улику и хочет поговорить с кем-нибудь из морской полиции. Гиббс отвечает, что он может поговорить с ним, и старик представляется Эрни Йостом и показывает Гиббсу медаль Славы. Гиббс приводит Йоста и говорит, что тот хочет им что-то рассказать. Эрни Йост показывает свой пистолет и говорит, что убил человека. |    |                                           |                       |                                                                             |                   |                        |
| 31 | 8  | «Разрыв сердца» «Heart Break»             | Деннис Смит           | Фрэнк Кардеа и Джордж Шенк                                                  | 30 ноября 2004    | 15,65                  |
| Доктор Дженис Байерс выходит из палаты Майка Дорнана и говорит санитарам, что дала ему снотворного, и теперь он спит. Через несколько секунд в палате происходит взрыв, и тело загорается. |    |                                           |                       |                                                                             |                   |                        |
| 32 | 9  | «Проникновение со взломом» «Forced Entry» | Деннис Смит           | Джон Келли и Джесс Стерн                                                    | 7 декабря 2004    | 14,59                  |
| Девушка смотрит дома фильм ужасов, затем идет к холодильнику и видит, что в её дом забрался неизвестный мужчина. Он гонится за ней, она падает на диван, вытаскивает пистолет и дважды стреляет в него, а потом вызывает 911. Так как дело происходит рано утром в субботу на военной базе, Гиббс, Кейт, Тони и МакГи выезжают туда. Охраняющий дом солдат говорит, что в дом Лоры Роулинс забрался насильник, она его подстрелила, и теперь он находится в больнице. |    |                                           |                       |                                                                             |                   |                        |
| 33 | 10 | «Скованные одной цепью» «Chained»         | Томас Дж. Райт        | Фрэнк Милитэри                                                              | 14 декабря 2004   | 14,64                  |
| Автобус, перевозящий заключенных, внезапно останавливается, и заключенные разбегаются кто куда. Среди них находится Тони, одетый в тюремную робу, и он одной цепью скован с другим заключенным по имени Джеффри. Когда к автобусу на машине подъезжают Гиббс и Кейт, водитель говорит им, что все прошло по плану. |    |                                           |                       |                                                                             |                   |                        |
| 34 | 11 | «Чёрные воды» «Black Water»               | Терренс О’Хара        | Хуан Карлос Кото и Джон Келли                                               | 11 января 2005    | 15,40                  |
| С дороги, проходящей над озером, срывается машина, падает в воду и тонет. На работу приходит Гиббс и сообщает, что в новостях говорили о деле МакАлистера, пропавшего два года назад. Дело так и не было раскрыто, но сейчас репортер криминальной хроники Монро Купер обнаружил машину МакАлистера в Черном озере. |    |                                           |                       |                                                                             |                   |                        |
| 35 | 12 | «Двойник» «Doppelgänger»                  | Терренс О’Хара        | Джек Бернштейн                                                              | 18 января 2005    | 14,53                  |
| Продавец телемаркета говорит по телефону с сержантом Ламбертом, предлагает ему сменить телефонную компанию, и слышит, как в доме бьется стекло и звуки убийства. Он сообщает об этом старшему менеджеру и полиции. |    |                                           |                       |                                                                             |                   |                        |
| 36 | 13 | «Мясная головоломка» «The Meat Puzzle»    | Томас Дж. Райт        | Фрэнк Милитэри                                                              | 8 февраля 2005    | 12,74                  |
| Даки и Джимми Палмер раскладывают на столах останки трех жертв, найденных в металлических бочках. Даки зовет Палмера и показывает ему на палец одной из жертв, а потом спрашивает, что это такое — большой палец ноги он положил на место большого пальца руки. Вскоре выясняются, что жертвы связаны с Даки. |    |                                           |                       |                                                                             |                   |                        |
| 37 | 14 | «Свидетель» «Witness»                     | Джеймс Уитмор-младший | Фрэнк Кардеа и Джордж Шенк                                                  | 15 февраля 2005   | 13,40                  |
| Эрин Кендалл возвращается домой, пьет вино и смотрит в окно. Случайно она видит, как в окне соседнего дома кто-то убивает человека, и сообщает об этом в полицию. |    |                                           |                       |                                                                             |                   |                        |
| 38 | 15 | «Снято на плёнку» «Caught on Tape»        | Джефф Вулнаф          | Крис Кроу, Джиль Грант и Джон Келли                                         | 22 февраля 2005   | 13,59                  |
| Парень снимает на камеру рассвет, подходит к краю обрыва, и кто-то сбрасывает его вниз, где он разбивается о камни. На работу приходит Гиббс и объявляет, что они едут в парк, где на склоне было обнаружено тело морского пехотинца Уильяма Мура. Его жена Джуди и друг Роджер, с которыми Уильям был на природе, говорят, что Уильям пошел снимать рассвет на камеру. Джуди говорит, что подарила ему эту камеру, он вышел на рассвете и пошел к обрыву, где могло быть скользко. |    |                                           |                       |                                                                             |                   |                        |
| 39 | 16 | «Попса» «Pop Life»                        | Томас Дж. Райт        | Фрэнк Милитэри                                                              | 1 марта 2005      | 13,68                  |
| Парень просыпается от стука в дверь и обнаруживает, что его подружка мертва. Кейт ругает Тони за то, что он съел её еду, и они отправляются к Даки как к психоаналитику, потому что Эбби отказалась их слушать. Только они начинают выяснять отношения, появляется Гиббс и говорит, что в доме обнаружено тело Манды Кинг, четыре года отслужившей на флоте. Подозреваемый, бармен Уилли Тейлор, говорит, что не убивал её. |    |                                           |                       |                                                                             |                   |                        |
| 40 | 17 | «Око за око» «An Eye for an Eye»          | Деннис Смит           | Стивен Кейн                                                                 | 22 марта 2005     | 14,86                  |
| Почтальон разносит посылки и письма во ящикам, одна из жительниц дома вытаскивает свою почту и одновременно говорит по телефону с подружкой. Открыв посылку, она обнаруживает внутри вырезанные человеческие глаза. |    |                                           |                       |                                                                             |                   |                        |
| 41 | 18 | «Линия бикини» «Bikini Wax»               | Стивен Крэгг          | Дэвид Норт                                                                  | 29 марта 2005     | 14,27                  |
| На пляжном конкурсе бикини ведущий вызывает очередную конкурсантку, но она не выходит, поскольку лежит мертвой в туалете. |    |                                           |                       |                                                                             |                   |                        |
| 42 | 19 | «Теория конспирации» «Conspiracy Theory»  | Джефф Вулнаф          | Фрэнк Милитэри                                                              | 12 апреля 2005    | 13,89                  |
| Джессика Смит просыпается от того, что кто-то зовет её из темного угла комнаты и видит фигуру в военной форме и с ножом. |    |                                           |                       |                                                                             |                   |                        |
| 43 | 20 | «Красная ячейка» «Red Cell»               | Деннис Смит           | Кристофер Сильбер                                                           | 26 апреля 2005    | 13,67                  |
| В военном колледже происходит очередное испытание на вступление в студенческое братство — Чертова неделя. Парни разбегаются в разные стороны, и один из них, пробегая по косогору, спотыкается о труп. |    |                                           |                       |                                                                             |                   |                        |
| 44 | 21 | «Доморощенный герой» «Hometown Hero»      | Джеймс Уитмор-младший | Фрэнк Кардеа и Джордж Шенк                                                  | 3 мая 2005        | 13,55                  |
| Девушка приезжает на склад, владелец открывает ей его, и она ищет среди вещей его фотографии. Попутно она замечает, что склад принадлежит её другу, погибшему в Ираке, и что будет дальше с вещами, она не знает. Владелец склада проходит дальше и обнаруживает накрытый тряпками человеческий скелет. |    |                                           |                       |                                                                             |                   |                        |
| 45 | 22 | «Запечатано поцелуем» «SWAK»              | Деннис Смит           | Дональд П. Беллисарио                                                       | 10 мая 2005       | 13,58                  |
| В офис морской полиции приходит письмо, на конверте отпечаток губ красной светящейся губной помады в виде поцелуя. Тони решает что это для него и вскрывает. Но в конверте кроме послания обнаруживается таинственный порошок. Кейт ставит в известность Даки, он в свою очередь объявляет карантин всей команде и запирает всех четверых в морге до выяснения происхождения порошка. |    |                                           |                       |                                                                             |                   |                        |
| 46 | 23 | «В потёмках» «Twilight»                   | Томас Дж. Райт        | Джон Келли                                                                  | 24 мая 2005       | 14,74                  |
| Двое молодых людей, примерно одного возраста едут по трассе в открытой машине, им весело, они разговаривают о блондинке. Неожиданно их останавливает полицейский, они гадают в чем же дело. Полицейский подходит к машине и в упор расстреливает обоих парней. |    |                                           |                       |                                                                             |                   |                        |